# Musée de Shitamachi

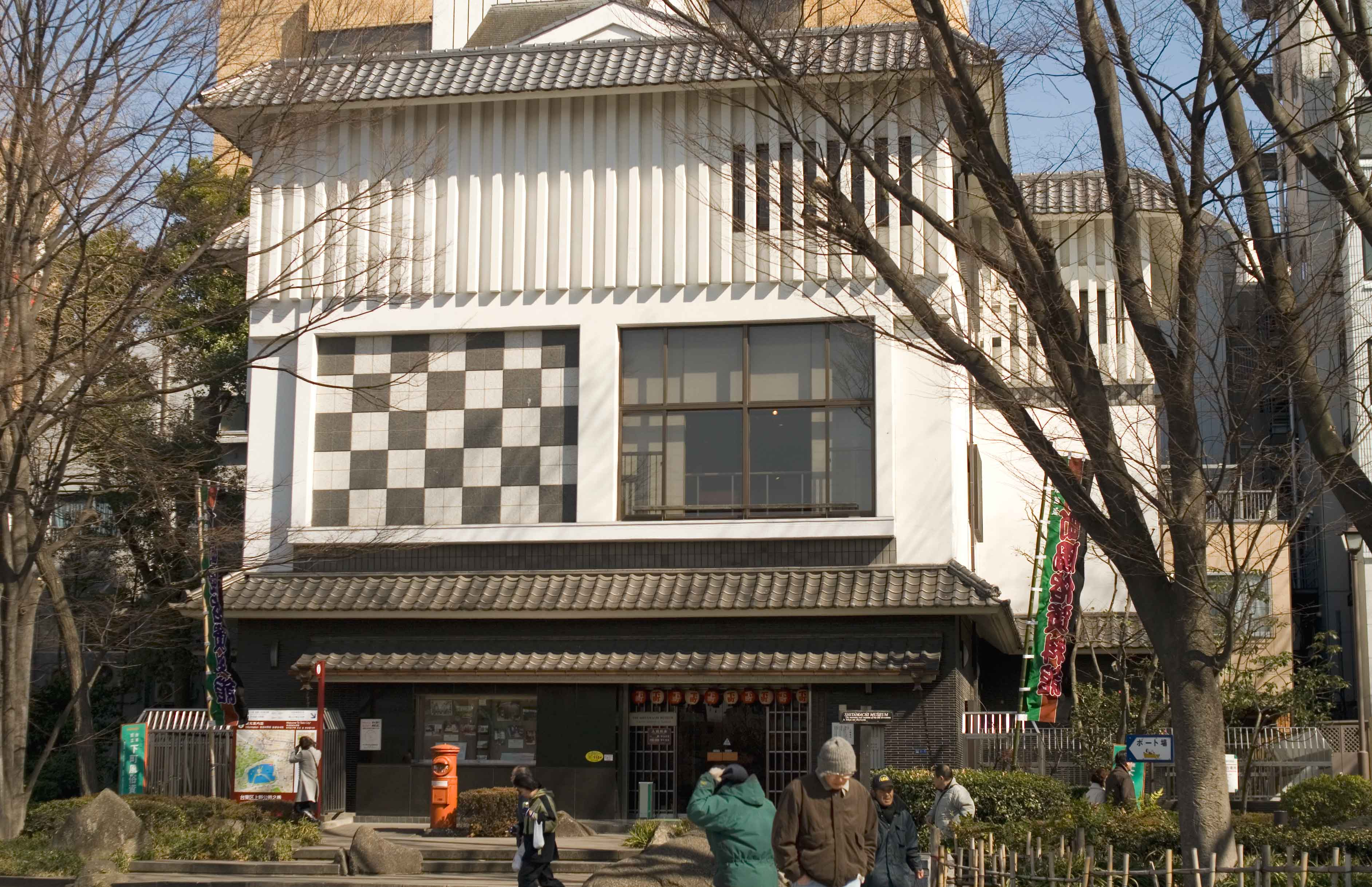
Le musée de Shitamachi

Le musée de Shitamachi (下町風俗資料館, Shitamachi Fūzoku Shiryokan) se trouve à Ueno, dans l'arrondissement de Taitō à Tokyo. Situé sur les berges de l'étang de Shinobazu au sein du parc d'Ueno, il est consacré à la culture traditionnelle du quartier de Shitamachi.

## Contexte historique
Shitamachi, terme traduisible par « ville basse », est le nom officieux donné à la plaine de Tokyo, qui est la zone allant de Taitō à Chiyoda et Chuō. Le Shitamachi tire son nom du fait que c'est la partie basse de la ville à côté, et en particulier à l'est de la Sumida-gawa. Bien que n'étant pas nécessairement pauvre, elle était habitée par les classes inférieures d'Edo, dont les artisans, les pêcheurs, les marins et les marchands. Le quartier produisait l'essentiel de ce qui faisait l'originalité de la culture d'Edo et était le centre touristique et commerçant de la capitale. Ce qui reste de l'ancien Shitamachi peut aujourd'hui se retrouver dans et autour de l'arrondissement de Taitō, à Asakusa par exemple. Le musée Shitamachi est consacré à l'explication de cette région et sa culture distinctive grâce à des objets originaux.

## Expositions

### Premier étage
À droite de l'entrée, se trouve la réplique grandeur nature de la maison d'un marchand, où des geta (sabots de bois de style japonais) sont fabriqués et vendus. Devant la boutique sont garés un rickshaw et une carriole poussée à la main de l'ancien Edo.
À gauche se trouve la réplique d'un petit immeuble de rapport partagé par deux familles, chacune possédant un magasin. D'un côté, sont censées vivre une mère et sa fille, qui vendent des sucreries bon marché dans le petit magasin à proximité de leur habitation. De l'autre, un dinandier qui travaille et vend ses produits à la maison. Le puits et la planche à laver à côté de la maison sont des articles originaux utilisés à l'époque d'Edo dans le Shitamachi. Tous les objets exposés ont été donnés par le public et effectivement utilisés par les propriétaires d'origine pendant l'ère Taishō (1912–1926).

### Second étage
Le deuxième étage se compose d'une collection plus variée d'expositions. Il y a des jouets, des poupées, des photos, des ustensiles de cuisine, des jeux de société, des jeux de cartes, ainsi que des expositions liées à des festivals et autres événements. Il s'y trouve même une entrée de bain public (un sentō) offerte par son propriétaire initial.

## Galerie de photos

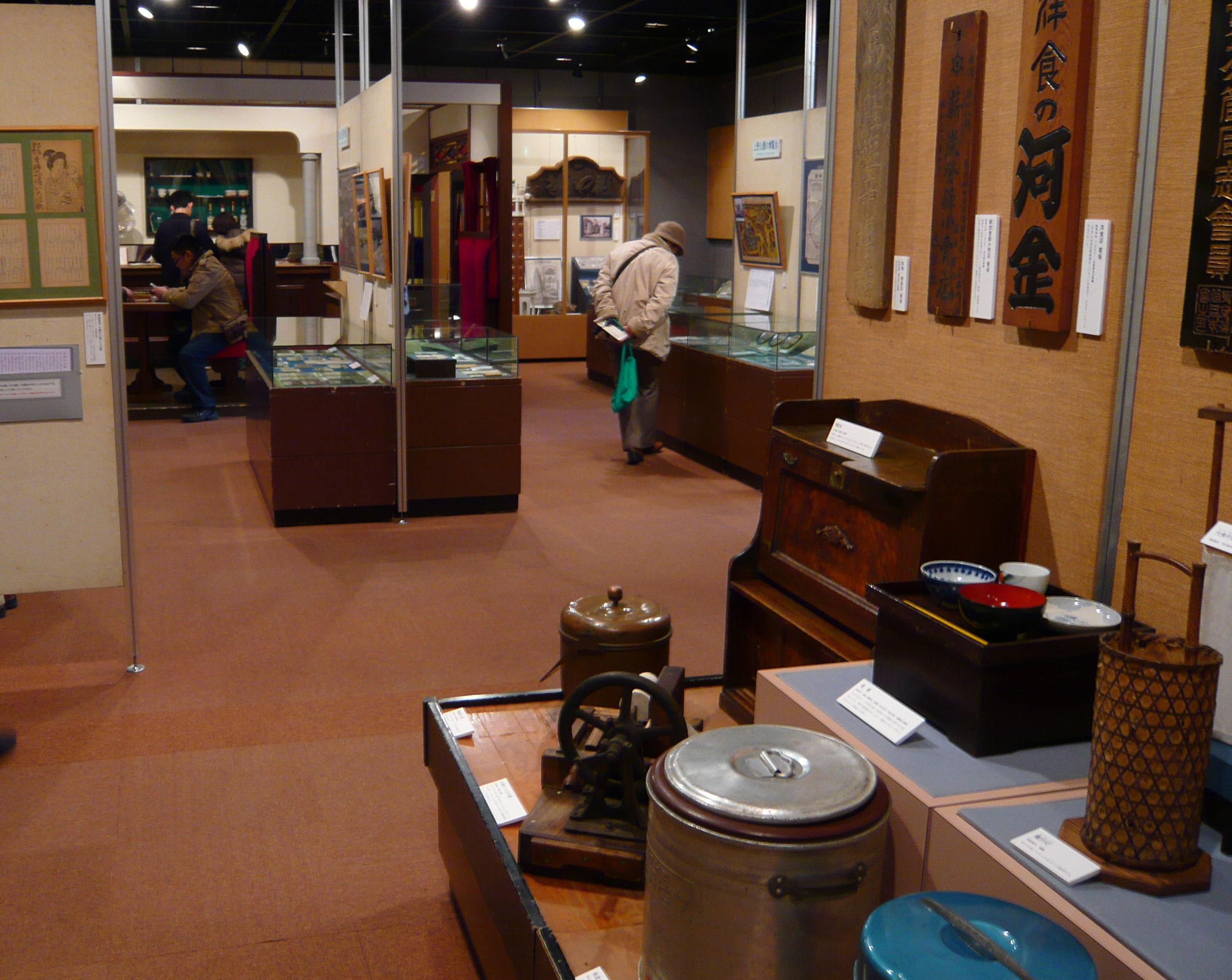
Second étage du musée de Shitamachi
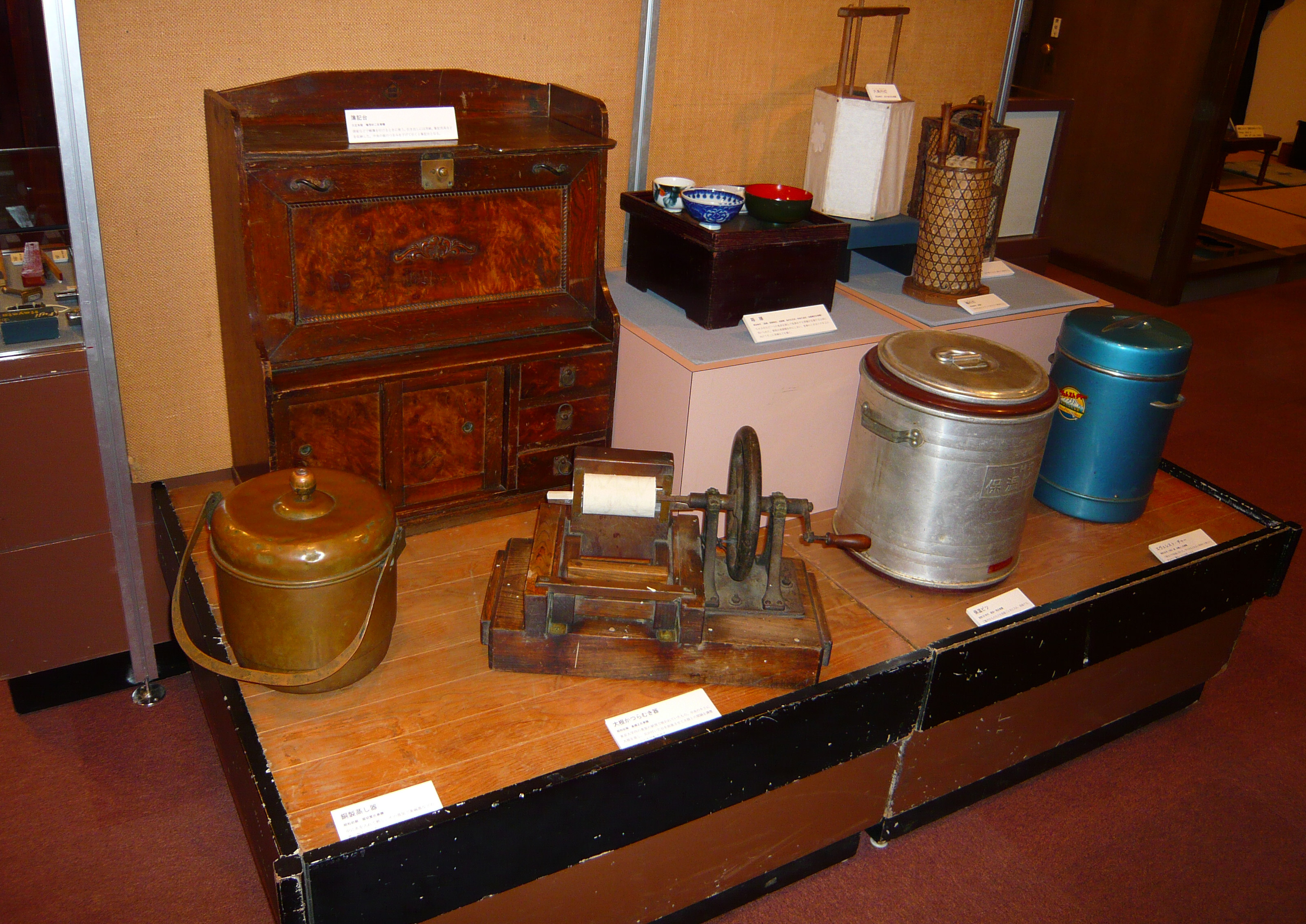
Exposition du musée de Shitamachi
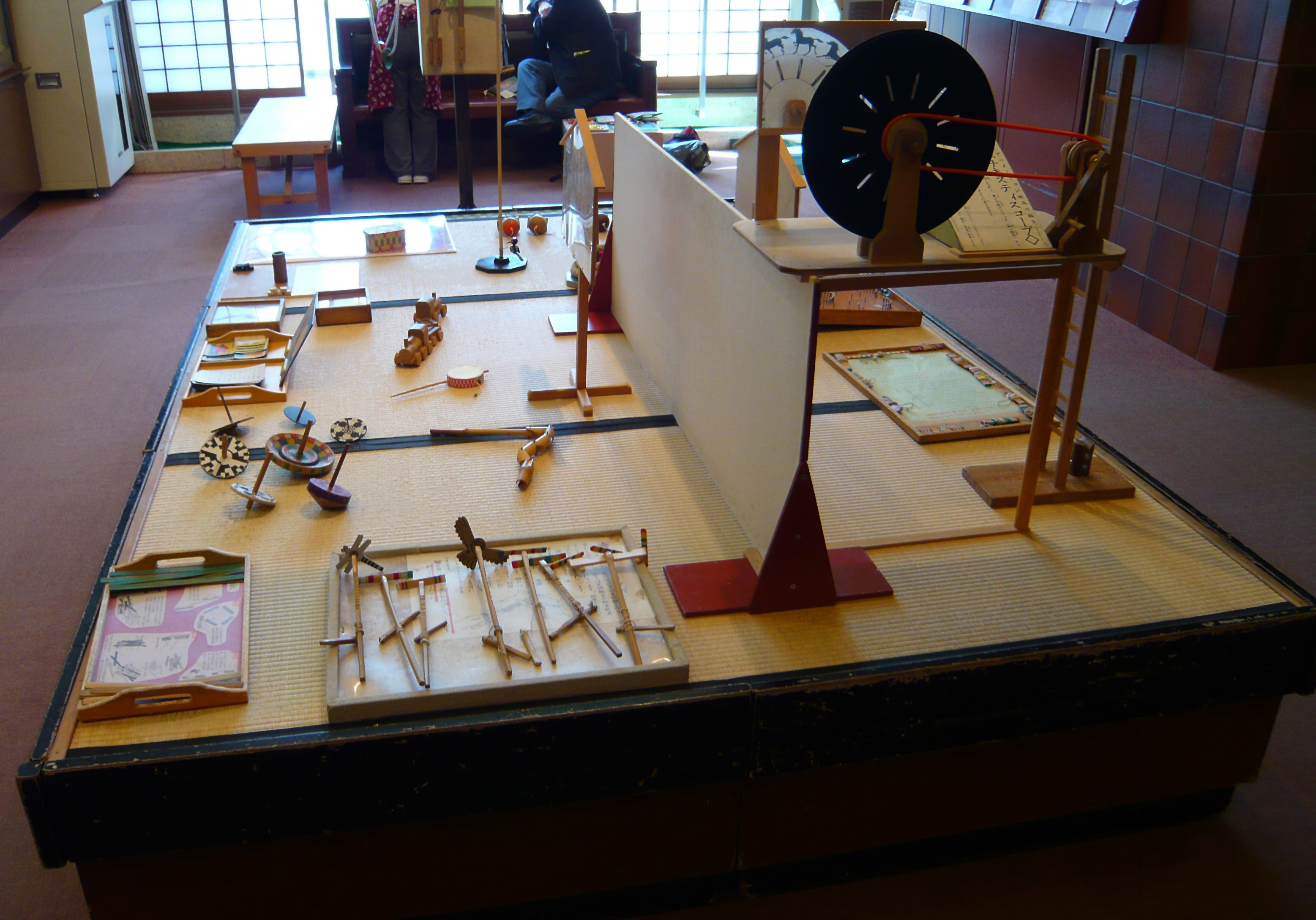
Jouets japonais traditionnels
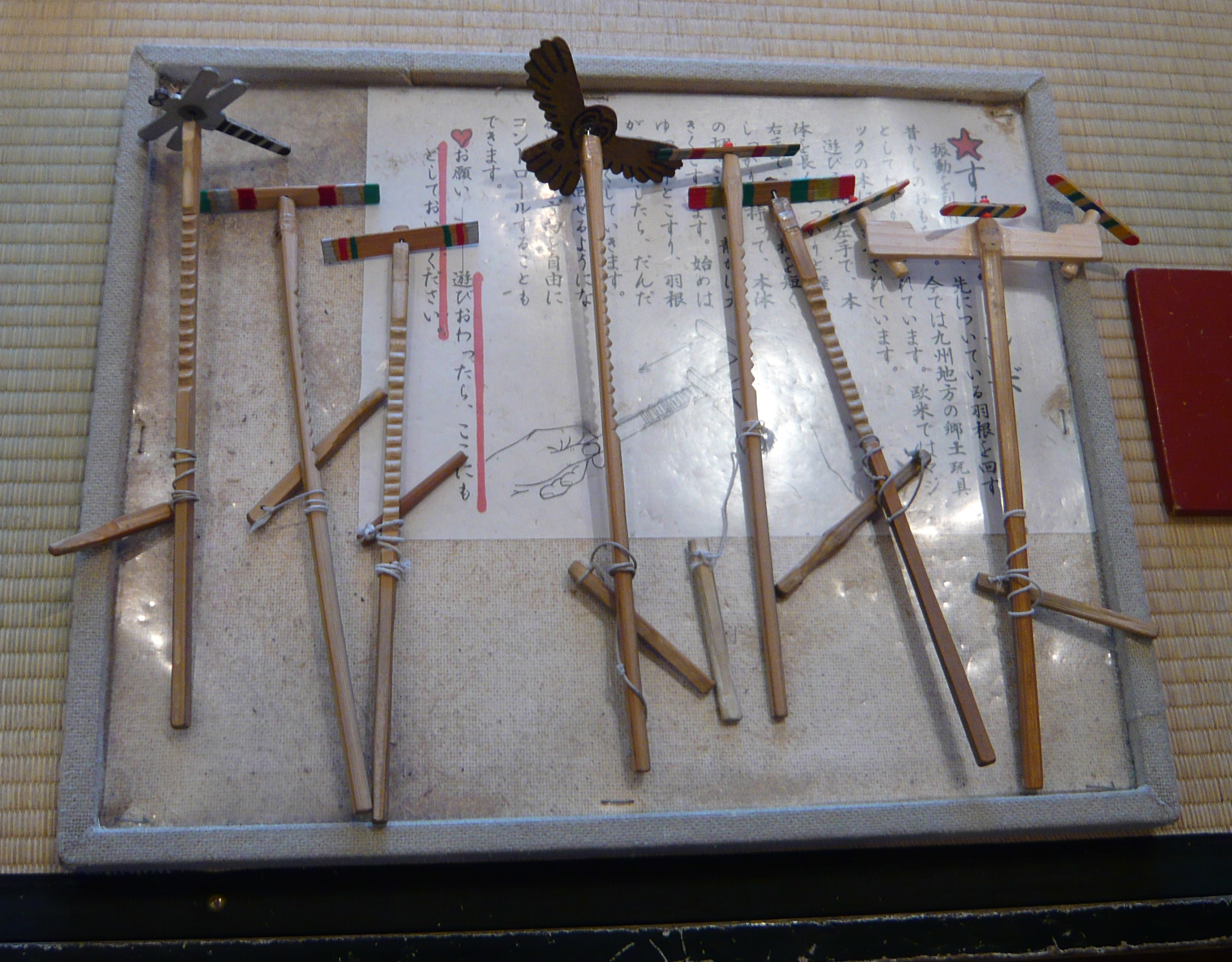
Jouets japonais traditionnels
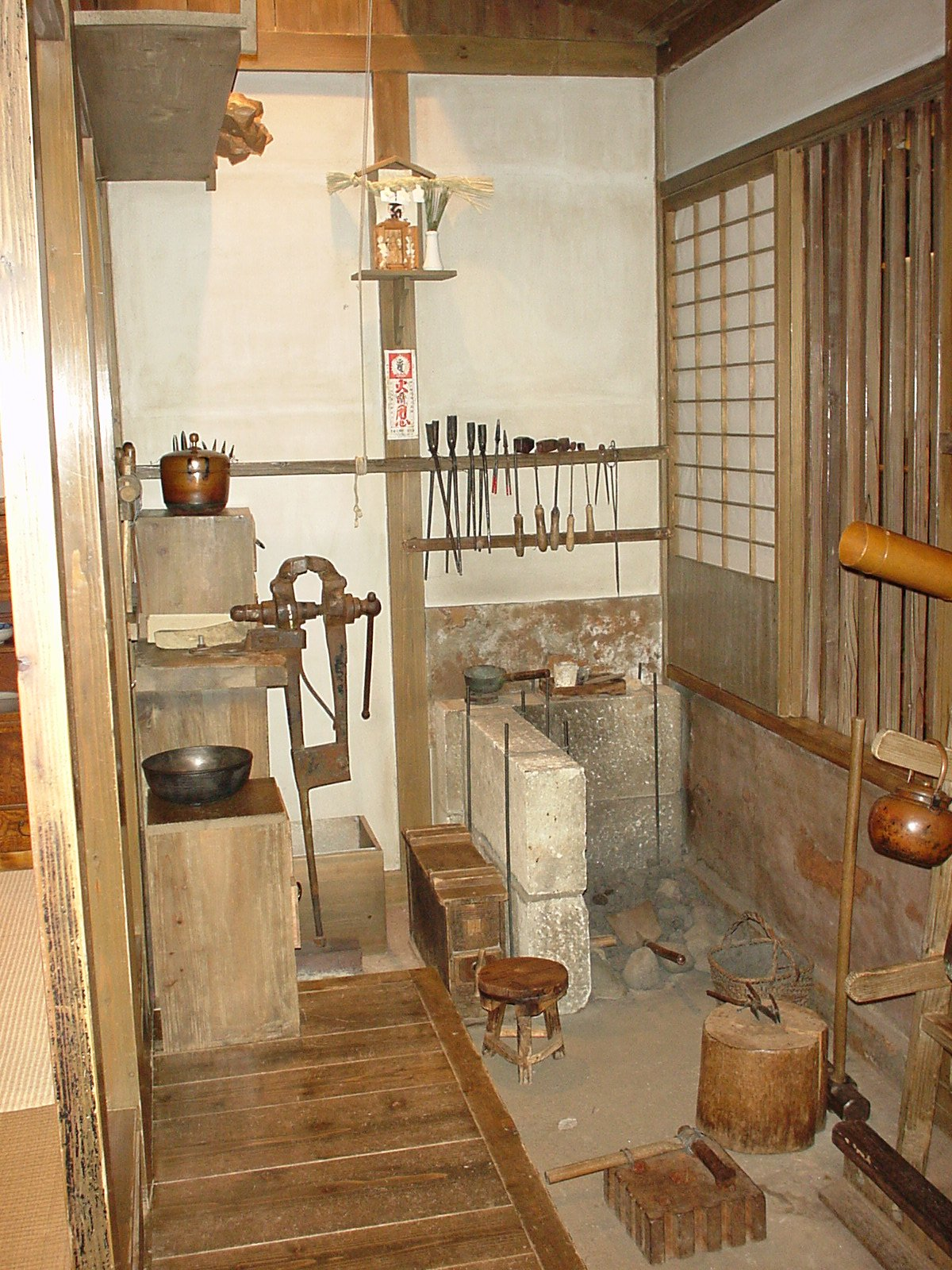
Atelier d'un dinandier